# Macropsella novabritanniae
Macropsella novabritanniae är en insektsart som beskrevs av Evans 1971. Macropsella novabritanniae ingår i släktet Macropsella och familjen dvärgstritar. Inga underarter finns listade i Catalogue of Life.